# Course à la direction du BC United de la Colombie-Britannique
 (août 2023).
La mise en forme du texte ne suit pas les recommandations de Wikipédia : il faut le « wikifier ».
Les points d'amélioration suivants sont les cas les plus fréquents. Le détail des points à revoir est peut-être précisé sur la page de discussion.
- Les titres sont pré-formatés par le logiciel. Ils ne sont ni en capitales, ni en gras.
- Le texte ne doit pas être écrit en capitales (les noms de famille non plus), ni en gras, ni en italique, ni en « petit »…
- Le gras n'est utilisé que pour surligner le titre de l'article dans l'introduction, une seule fois.
- L'italique est rarement utilisé : mots en langue étrangère, titres d'œuvres, noms de bateaux, etc.
- Les citations ne sont pas en italique mais en corps de texte normal. Elles sont entourées par des guillemets français : « et ».
- Les listes à puces sont à éviter, des paragraphes rédigés étant largement préférés. Les tableaux sont à réserver à la présentation de données structurées (résultats, etc.).
- Les appels de note de bas de page (petits chiffres en exposant, introduits par l'outil «  Source ») sont à placer entre la fin de phrase et le point final[comme ça].
- Les liens internes (vers d'autres articles de Wikipédia) sont à choisir avec parcimonie. Créez des liens vers des articles approfondissant le sujet. Les termes génériques sans rapport avec le sujet sont à éviter, ainsi que les répétitions de liens vers un même terme.
- Les liens externes sont à placer uniquement dans une section « Liens externes », à la fin de l'article. Ces liens sont à choisir avec parcimonie suivant les règles définies. Si un lien sert de source à l'article, son insertion dans le texte est à faire par les notes de bas de page.
- La présentation des références doit suivre les conventions bibliographiques. Il est recommandé d'utiliser les modèles {{Ouvrage}}, {{Chapitre}}, {{Article}}, {{Lien web}} et/ou {{Bibliographie}}. Le mode d'édition visuel peut mettre en forme automatiquement les références.
- Insérer une infobox (cadre d'informations à droite) n'est pas obligatoire pour parachever la mise en page.

Pour une aide détaillée, merci de consulter Aide:Wikification.
Si vous pensez que ces points ont été résolus, vous pouvez retirer ce bandeau et améliorer la mise en forme d'un autre article.
Le BC United de la Colombie-Britannique (anciennement Parti libéral de la Colombie-Britannique) est un parti majeur de la Colombie-Britannique au pouvoir à plusieurs reprises depuis sa fondation en 1903 .

## Course à la direction de 1902
Le 6 février 1902 se tien la première course à la direction libérale.
- Joseph Martin 47
- William Wallace Burns McInnes 17
- John Cunningham Brown 8
- George Ritchie Maxwell 4
- Scattering 14

(Source: "Canadian Annual Review 1902", p. 85)

## Course à la direction de 1903
Joseph Martin de la chefferie le 2 juin 1903 à la suite de sa défaite dans Vancouver City lors de l'élection de 1903. James Alexander MacDonald est élu chef le 19 octobre 1903.
Premier tour:
- Stuart Alexander Henderson 5
- James Alexander MacDonald 5
- William Wallace Burns McInnes 5

Second tour:
- William Wallace Burns McInnes 6
- James Alexander MacDonald 5
- Stuart Alexander Henderson 4

Troisième tour (éliminatoire entre McInnes et MacDonald):
- James Alexander MacDonald 11
- William Wallace Burns McInnes 4

Quatrième ballot (McInnes éliminé):
- James Alexander MacDonald 10
- Stuart Alexander Henderson 4

(Source: "Canadian Annual Review 1903", pgs. 222–223)

## Développements 1909-1912
John Oliver est élu chef lors d'une rencontre du caucus et de l'exécutif provincial le 10 octobre 1909.

## Course à la direction de 1912
Tenue le 1er mars 1912.
- Harlan Carey Brewster (sans opposition)

## Course à la direction de 1918
Le 15 mars 1918, John Oliver est élu chef après quatre tour de scrutin.
- John Oliver
- James Horace King
- John Wallace de Beque Farris
- William Sloan
- John Duncan MacLean

Source: "Morning Leader", 6 mars 1918

## Développement 1927-1930
Lors d'un caucus du parti le 18 juillet 1927, John Oliver démission comme premier ministre et chef pour des raisons de santé. John Duncan MacLean est choisi pour lui succéder de façon intérimaire.
Source: "Morning Leader", 19 juillet 1927
À la suite de la défaite personnelle MacLean lors de l'élection de 1928, Thomas Dufferin Pattullo est élu à l'uninanimité pour le remplacer le 19 janvier 1929.
Source: "Vancouver Sun", 21 janvier 1929

## Course à la direction de 1930
Tenue le 30 mai 1930.
- Thomas Dufferin Pattullo (sans opposition)

Source: "Montreal Gazette", 31 mai 1930

## Course à la direction de 1941
Tenue le 2 décembre 1941.
- John Hart (sans opposition)

Source: "The Leader Post", 3 décembre 1941

## Course à la direction de 1947
Tenue le 10 décembre 1947.
- Byron Ingemar Johnson 475
- Gordon Sylvester Wismer 467

Source: "Saskatoon Star-Phoenix", 11 décembre 1947

## Course à la direction de 1953
Tenue le 8 avril 1953.
- Arthur Laing (sans opposition)

Source: "Vancouver Sun", 9 avril 1953

## Course à la direction de 1959
Tenue le 16 mai 1959.
- Ray Perrault 494
- George Frederick Thompson Gregory 162

Source: "Montreal Gazette", 19 mai 1959

## Course à la direction de 1968
Tenue le 5 octobre 1968.
- Pat McGeer 686
- Garde Gardom 316

Source: The Leader-Post, 7 octobre 1968)

## Course à la direction de 1972
Tenue le 22 mai 1972.
- David Anderson  388
- Bill Vander Zalm  177

## Course à la direction de 1975
Tenue le 28 septembre 1975 à Burnaby.
- Gordon Gibson (sans opposition)

## Course à la direction de 1979
Tenue le 19 février 1979.
- Jev Tothill  250
- Hugh Chesley 51

Source: Globe and Mail, 19 février 1979

## Course à la direction de 1981
Tenue le 25 mai 1981.
- Shirley McLoughlin  195
- Tom Finkelstein 146
- Roland Bouwman  48

## Course à la direction de 1984
Tenue le 31 mars 1984 à Richmond.
- Art Lee  319
- Stan Roberts 126
- William Pryhitko 43
- Ron Biggs 36

## Course à la direction de 1987
Tenue le 30 octobre 1987 à Richmond.
- Gordon Wilson (sans opposition)

Clive Tanner était également candidat, mais une blessure à la jambe l'empêche de poursuivre la course et il se retire durant l'automne.

## Course à la direction de 1993
Tenue le 11 septembre 1993.
- Gordon Campbell  4141
- Gordon Gibson  1600
- Gordon Wilson  531
- Linda Reid  166
- Wilf Hurd  62
- Allan Warnke  36
- Charles McKinney  4

## Course à la direction de 2011
Tenue le 26 février 2011,.
| Candidate     | 1er tour | 1er tour | 2e tour | 2e tour | 3e tour | 3e tour |
| Candidate     | Points   | %        | Points  | %       | Points  | %       |
| ------------- | -------- | -------- | ------- | ------- | ------- | ------- |
| Christy Clark | 3,209    | 37.75    | 3575    | 42.06   | 4420    | 52.0    |
| Kevin Falcon  | 2411     | 28.36    | 2564    | 30.16   | 4,080   | 48.0    |
| George Abbott | 2091     | 24.60    | 2361    | 27.78   | Éliminé | Éliminé |
| Mike de Jong  | 789      | 9.28     | Éliminé | Éliminé | Éliminé | Éliminé |
| Total         | 8500     | 100.00   | 8500    | 100.00  | 8500    | 100.0   |

## Course à la direction de 2018
Tenue le 3 février 2018 à Vancouver.
 = Éliminé du tour suivant
 = Gagnant
| Candidat         | 1er tour     | 2e tour      | 2e tour   | 3e tour      | 3e tour    | 4e tour      | 4e tour    | 5e tour      | 5e tour       |
| Nom              | Points       | Points       | +/− (pp)  | Points       | +/− (pp)   | Points       | +/− (pp)   | Points       | +/− (pp)      |
| ---------------- | ------------ | ------------ | --------- | ------------ | ---------- | ------------ | ---------- | ------------ | ------------- |
| Andrew Wilkinson | 1,591 18.29% | 1,631 18.74% | +40 +0.45 | 2,201 25.29% | +570 +6.55 | 2,862 32.89% | +661 +7.60 | 4,621 53.11% | +1,759 +20.22 |
| Dianne Watts     | 2,135 24.54% | 2,169 24.93% | +34 +0.39 | 2,469 28.38% | +300 +3.45 | 3,006 34.55% | +537 +6.17 | 4,079 46.89% | +1,073 +12.34 |
| Michael Lee      | 1,916 22.03% | 1,960 22.53% | +54 +0.50 | 2,264 26.03% | +304 +3.50 | 2,832 32.56% | +568 +6.53 | Éliminé      | Éliminé       |
| Todd Stone       | 1,483 17.05% | 1,505 17.30% | +22 +0.25 | 1,766 20.29% | +261 +2.99 | Éliminé      | Éliminé    | Éliminé      | Éliminé       |
| Mike de Jong     | 1,415 16.27% | 1,436 16.51% | +21 +0.24 | Éliminé      | Éliminé    | Éliminé      | Éliminé    | Éliminé      | Éliminé       |
| Sam Sullivan     | 158 1.82%    | Éliminé      | Éliminé   | Éliminé      | Éliminé    | Éliminé      | Éliminé    | Éliminé      | Éliminé       |

## Course à la direction de 2022
Tenue le 5 février 2022 à Vancouver.
 = Éliminé du tour suivant
 = Gagnant
| Candidat         | 1er tour | 2e tour | 2e tour | 3e tour | 3e tour  | 4e tour  | 4e tour  | 5e tour  | 5e tour  |          |
| Nom              | Points   | Percent | Points  | Percent | Points   | Percent  | Points   | Percent  | Points   | %        |
| ---------------- | -------- | ------- | ------- | ------- | -------- | -------- | -------- | -------- | -------- | -------- |
| Kevin Falcon     | 4121     | 47%     | 4143    | 47.6%   | 4202.36  | 48.3%    | 4318.14  | 49.63%   | 4541.35  | 52.19%   |
| Ellis Ross       | 2325     | 26.7%   | 2355.9  | 27.1%   | 2493.1   | 28.66%   | 2714.50  | 31.2%    | 2928.33  | 33.65%   |
| Michael Lee      | 899      | 10.3%   | 912.4   | 10.5%   | 938.43   | 10.8%    | 1039.37  | 11.94%   | 1230.31  | 14.14%   |
| Val Litwin       | 504      | 5.8%    | 517.9   | 5.95%   | 536.17   | 6.16%    | 627.97   | 7.21%    | Éliminé  | Éliminé  |
| Gavin Dew        | 466      | 5.4%    | 481.4   | 5.5%    | 429.93   | 6.01%    | Éliminé  | Éliminé  | Éliminé  | Éliminé  |
| Renee Merrifield | 278      | 3.2%    | 289     | 3.3%    | Éliminée | Éliminée | Éliminée | Éliminée | Éliminée | Éliminée |
| Stan Sipos       | 104.6    | 1.2%    | Éliminé | Éliminé | Éliminé  | Éliminé  | Éliminé  | Éliminé  | Éliminé  | Éliminé  |